# Parc Nacional del Sagarmatha
El Parc Nacional de Sagarmatha (Sagaramatha Rastriya nikunja) és una àrea protegida a l'Himàlaia del Nepal oriental que està dominada per la Muntanya de l'Everest. Està inscrit a la llista del Patrimoni de la Humanitat des del 1979.
Abasta una superfície de 1.148 km² al Districte de Solukhumbu i varia en l'elevació de 2.845 m a 8.848 m al cim de la muntanya de l'Everest. Al nord, que comparteix la frontera internacional amb la Reserva Nacional Natural de Qomolangma del Tibet i s'estén fins al riu Dudh Koshi, al sud. Al costat d'aquest es troba el Parc Nacional Makalu Barun.